# HP-35
HP-35 je bil prvi žepni kalkulator podjetja Hewlett-Packard in prvi znanstveni žepni kalkulator – kalkulator s transcendentnimi funkcijami (trigonometrične in eksponentne funkcije). Kot namizni kalkulatorji HP tistega časa je uporabljal obrnjeni poljski zapis (RPN). Podjetje ga je izdelalo leta 1972. Kalkulator je zaključil dobo inženirske rabe logaritemskih računal.
Raziskave tedanjega trga so pokazale da ni zanimanja za kalkulatorje žepne velikosti. Vendar je soustanovitelj podjetja HP Bill Hewlett začel z razvojem kalkulatorja srajčne velikosti HP-9100. Pokazalo se je da so bile raziskave trga napačne. Naročila v prvih mesecih so prekoračila pričakovanja HP za celotni trg. Pred HP-35 so bile edino praktično prenosljive naprave za računanje trigonometričnih in eksponentnih funkcij logaritemska računala. Tedanji žepni računalniki so imeli le štiri funkcije: seštevanje, odštevanje, množenje in deljenje. Izvirno se je imenoval preprosto »Kalkulator«, vendar je Hewlett predlagal ime HP-35, ker je imel 35 tipk.
12. julija 2007 je HP objavilo izdajo spominskega kalkulatorja HP 35s ob 35. letnici izvirnega HP-35.

## Značilnosti
Prodajna cena je bila 395 $. Izdelovali so ga do leta 1975.
Imel je 35 tipk in 12 mestni prikazovalnik števil z rdečimi svetlečimi diodami (LED). Uporabljal je tradicionalni tekoči desetiški zaslon za števila, ki se je samodejno preklopil v znanstveni zapis za večja števila. Zaslon je lahko prikazoval 10 števk števila, njegov predznak, decimalno piko, dve števki za eksponent in njegov predznak. Zaslon je bil tedaj brez primere, saj je lahko na enkrat prikazoval le en odsek LED in ne celotno številko, saj so z raziskavami pri HP dognali da človeško oko pri isti moči lažje zaznava števila.
Kalkulator je imel tri NiCd baterije velikosti »AA«, ki so bile nameščene v izmenljivem tovarniškem baterijskem vložku. Nadomestni baterijski vložki niso več na voljo, tako da morajo delujoči HP-35 uporabljati napajalnike ali pa morajo uporabniki iz razpoložljivih baterij sami izdelati baterijske vložke. Na razpolago je bil zunanji baterijski polnilec, tako da so lahko kalkulatorji delovali prek polnilca, z nameščenimi baterijami ali brez.
Kalkulator je bil zgrajen okrog serijskega (enobitnega) procesorskega sistemskega nabora, ki je procesiral 56-bitna števila s premično piko in ta so predstavljala 14-mestna dvojiška kodirana desetiška števila (BCD).

## Tipke
| xy                          | log    | ln  | ex  | CLR |
| {\displaystyle {\sqrt {x}}} | ARC    | SIN | COS | TAN |
| 1/x                         | x<>y   | R↓  | STO | RCL |
| ENTER↑                      | ENTER↑ | CHS | EEX | CLX |
| -                           | 7      | 8   | 8   | 9   |
| +                           | 4      | 5   | 5   | 6   |
| ×                           | 1      | 2   | 2   | 3   |
| ÷                           | 0      | .   | .   | π   |

## Funkcije
HP-35 ni imel prave dvižne (shift) tipke. Za obratne trigonometrične funkcije je služila črna tipka ARC. Neposredno ni imel tipki za funkciji kvadrat (x2) in 10x. Pritisniti je bilo treba 2 ENTER↑ število in xy ter 10 ENTER↑ število in xy. Funkcija xy je delovala drugače kot kasneje (yx), kjer je bil eksponent na nivoju Y sklada, in ne na nivoju X.
| tipka                       | funkcija                            | tipka ARC | funkcija      |
| --------------------------- | ----------------------------------- | --------- | ------------- |
| xy                          | potenčna funkcija                   |           |               |
| LOG                         | desetiški logaritem                 |           |               |
| LN                          | naravni logaritem                   |           |               |
| ex                          | naravna eksponentna funkcija        |           |               |
| CLR                         | brisanje pomnilniškega registra     |           |               |
| {\displaystyle {\sqrt {x}}} | kvadratni koren                     |           |               |
| ARC                         | krožne funkcije                     |           |               |
| SIN                         | sinus                               | ASIN      | arkus sinus   |
| COS                         | kosinus                             | ACOS      | arkus kosinus |
| TAN                         | tangens                             | ATAN      | arkus tangens |
| 1/x                         | 1/x                                 |           |               |
| x<>y                        | zamenjava nivojev X in Y sklada     |           |               |
| R↓                          | premik sklada navzdol               |           |               |
| STO                         | hranjenje v register store          |           |               |
| RCL                         | klicanje registra recall            |           |               |
| ENTER↑                      | vnašanje vrednosti na nivo X sklada |           |               |
| CHS                         | zamenjava predznaka ±               |           |               |
| EEX                         | eksponentni zapis                   |           |               |
| CLX                         | brisanje nivoja X sklada            |           |               |
| -                           | odštevanje                          |           |               |
| 7                           | 7                                   |           |               |
| 8                           | 8                                   |           |               |
| 9                           | 9                                   |           |               |
| +                           | seštevanje                          |           |               |
| 4                           | 4                                   |           |               |
| 5                           | 5                                   |           |               |
| 6                           | 6                                   |           |               |
| ×                           | množenje                            |           |               |
| 1                           | 1                                   |           |               |
| 2                           | 2                                   |           |               |
| 3                           | 3                                   |           |               |
| ÷                           | deljenje                            |           |               |
| 0                           | 0                                   |           |               |
| .                           | decimalna pika                      |           |               |
| π                           | pi                                  |           |               |

## Nasledniki
HP-35 je bil prvi v družini sorodnih kalkulatorjev, ki so imeli podobno mehansko zgradbo:
- HP-45 je imel nove možnosti, vključno z nadzorom izhodnega formata (namesto čisto samodejnega formata HP-35). Imel je tudi skrito uro. Ura je delovala, vendar ni bila dovolj točna da bi lahko nadomestila štoparico ker ni imela kristalnega oscilatorja.
- HP-65 je imel možnost programiranja s hranjenjem programov na magnetne kartice.
- HP-55 je bil cenejši naslednik HP-65 in je imel možnost hranjenja manjših programov, ne pa tudi zunanjega hranjenja. Imel je uro, ki je sedaj delovala prek kristala, in je bila dovolj točna ter tudi primerno dokumentirana.
- HP-67 je imel še več možnosti programiranja od HP-65 ter popolnoma strnjene kode tipk.
- HP-80 in cenejši HP-70 sta imela finančne funkcije.

Novejši kalkulatorji so bili različno zgrajeni, vendar so delovali podobno. HP-25 je bil manjši in cenejši model programabilnih znanstvenih kalkulatorjev brez bralnika magnetnih kartic z zelo podobnimi značilnostmi HP-65. HP-41C je predstavljal velik korak naprej v programiranju in je imel pomnilnik CMOS, tako da se programi niso uničili pri ugasnitvi kalkulatorja. Prvi je uporabljal alfranumerični zaslon in tipke, ter zaslon LCD. Štiri zunanje odprtine pod zaslonom so omogočale razširitev pomnilnika (moduli bralno-pisalnega pomnilnika) in povezavo z različnimi zunanjimi enotami, kot je na primer HP-IL (»HP Interface Loop«), pomanjšana različica vodila HPIB/GPIB/IEEE-488. HP-28C in HP-28S sta imela še več pomnilnika ter programski jezik RPL.

## Zanimivosti
- HP-35 je bil dolg točno 5,8 palcev (147,3 mm) in širok 3,2 palce (81,3 mm). To je bila velikost žepa Billa Hewletta in od tod ime »žepni kalkulator«.
- zaradi velike porabe zaslona LED je bilo treba polniti baterije po približno treh urah. Uporabnik je lahko podaljšal delovni čas s pritiskom na tipko '.', ki je prižgala del enega odseka - decimalno piko.
- HP-35 je računal aritmetične, logaritemske in trigonometrične funkcije, celotno izvajanje pa je rabilo le 767 skrbno izbranih ukazov (7670 bitov).
- uvedba HP-35 in podobno sposobnih znanstvenih kalkulatorjev podjetja Texas Instruments je kmalu sprožila opustitev rabe logaritemskih računal kot statusnega simbola med študenti znanosti in tehnike. 'Elektronska logaritemska računala' so hitro zamenjala klasična. Opuščati so jih začeli tudi na predavanjih.
- prvo leto so prodali 100.000 kalkulatorjev HP-35, ter več kot 300.000 leta 1975, ko so ga po treh in pol letih prenehali izdelovati.[3]
- Richard Nixon je leta 1972 vzel kalkulator s seboj pri svojem obisku Kitajske kot zgled ameriške visoke tehnologije.